# (10586) Jansteen
(10586) Jansteen est un astéroïde de la ceinture principale.

## Description
(10586) Jansteen est un astéroïde de la ceinture principale. Il fut découvert le 22 mai 1996 à La Silla par Eric Walter Elst. Il présente une orbite caractérisée par un demi-grand axe de 2,34 UA, une excentricité de 0,26 et une inclinaison de 3,8° par rapport à l'écliptique.

## Compléments